# Opfer (StPO-A)
Im Strafprozessrecht Österreichs bezeichnet man als Opfer nach § 65 StPO jede Person, die durch eine vorsätzlich begangene Straftat Gewalt oder gefährlicher Drohung ausgesetzt oder in ihrer sexuellen Integrität beeinträchtigt worden sein könnte.
Den Geschädigten von Straftaten stehen weitgehende Rechte zu. Der Geschädigte ist bereits durch Gesetz am Verfahren beteiligt. Eine enumerative Begrenzung auf bestimmte Delikte wie im deutschen Privatklageverfahren erfolgt nicht. Auch sind ihre Rechte nicht von dem Anschluss an die öffentliche Klage abhängig. Opfer haben in Österreich danach unabhängig von ihrer Stellung als Privatbeteiligte das Recht, sich vertreten zu lassen (§ 73), Akteneinsicht zu nehmen (§ 68), vor ihrer Vernehmung vom Gegenstand des Verfahrens und über ihre wesentlichen Rechte informiert zu werden (§ 70 Abs. 1), vom Fortgang des Verfahrens verständigt zu werden (§§ 177 Abs. 5, 194, 197 Abs. 3, 206 und 208 Abs. 3), auf Übersetzungshilfe durch Dolmetschleistungen nach Maßgabe des § 56 Abs. 2 und 7, an einer kontradiktorischen Vernehmung von Zeugen und Beschuldigten (§ 165) und an einer Tatrekonstruktion (§ 150 Abs. 1) teilzunehmen, während der Hauptverhandlung anwesend zu sein und Angeklagte, Zeugen und Sachverständige zu befragen sowie zu ihren Ansprüchen gehört zu werden, die Fortführung eines durch die Staatsanwaltschaft eingestellten Verfahrens zu verlangen (§ 195 Abs. 1). Daneben haben die Opfer das Recht, sich an einer öffentlichen Anklage als Privatankläger zu beteiligen oder nur ihre Schadensersatzansprüche im Strafverfahren als Privatbeteiligter geltend zu machen.